# Antífanes
Antífanes (408 a.C. — 334 a.C.) foi um dramaturgo grego. Também escreveu Lópodes.
Ele era aparentemente um estrangeiro (talvez de Cius no Propontis, Esmirna ou Rhodes) e, segundo alguns relatos, era filho de escravos. Ele se estabeleceu em Atenas, onde começou a escrever por volta de 387. Ele foi extremamente prolífico: mais de 200 das 365 (ou 260) comédias atribuídas a ele são conhecidas pelos títulos e fragmentos consideráveis preservados em Ateneu. As suas peças tratam principalmente de assuntos ligados a temas mitológicos, embora outras façam referência a personalidades ou personagens profissionais e nacionais particulares, enquanto outras se centram nas intrigas da vida pessoal. O Suda afirma que morreu aos setenta e quatro anos após ser atingido por uma pêra. São conhecidos cerca de 130 títulos de suas peças.
Diz-se que Stephanus, um poeta cômico ateniense da Nova Comédia, exibiu algumas das peças de Antifanes e provavelmente era seu filho. Uma citação de Ateneu é o único fragmento sobrevivente das obras de Estéfano.